# Wrightstown (condado de Brown, Wisconsin)
Wrightstown es un pueblo ubicado en el condado de Brown en el estado estadounidense de Wisconsin. En el Censo de 2010 tenía una población de 2221 habitantes y una densidad poblacional de 25,94 personas por km².

## Geografía
Wrightstown se encuentra ubicado en las coordenadas 44°19′54″N 88°6′2″O / 44.33167, -88.10056. Según la Oficina del Censo de los Estados Unidos, Wrightstown tiene una superficie total de 85.61 km², de la cual 85.08 km² corresponden a tierra firme y (0.62%) 0.53 km² es agua.

## Demografía
Según el censo de 2010, había 2221 personas residiendo en Wrightstown. La densidad de población era de 25,94 hab./km². De los 2221 habitantes, Wrightstown estaba compuesto por el 94.33% blancos, el 0.54% eran afroamericanos, el 0.45% eran amerindios, el 0.09% eran asiáticos, el 0% eran isleños del Pacífico, el 3.42% eran de otras razas y el 1.17% pertenecían a dos o más razas. Del total de la población el 4.32% eran hispanos o latinos de cualquier raza.